# Sirikit

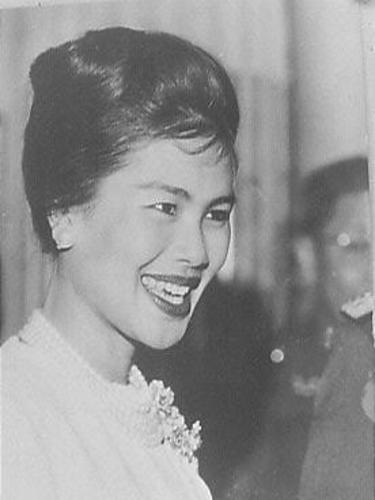
Königin Sirikit (1974)

Sirikit (* 12. August 1932 in Bangkok, voller Titel: Somdet Phra Nangchao Sirikit Phra Borommarachininat „Ihre Majestät Königin Sirikit“, Thai สมเด็จพระนางเจ้าสิริกิติ์ พระบรมราชินีนาถ, Aussprache [sǒmdèt pʰráʔ naːŋ ʨâːw sìríkìt pʰráʔ bɔromraːʨʰíniːnâːt], anhörenⓘ) ist die Witwe von König Bhumibol Adulyadej. Sie war von 1950 bis 2016 Königin von Thailand; seither trägt sie den Titel Königinmutter.

## Leben und Wirken
Königin Sirikit, geboren unter dem Namen Mom Rajawongse Sirikit Kitiyakara, ist die Tochter von Prinz Nakkhatra Mangala, dem Fürsten von Chanthaburi, und Mom Luang Bua Kitiyakara (geb. Sanitwong). Sie ist eine Urenkelin von König Chulalongkorn (Rama V.). Sirikit hat zwei ältere Brüder und eine jüngere Schwester. Sie besuchte den Kindergarten an der Rachini-Schule, bevor sie in der Konventschule St. Francis Xavier im Bangkoker Bezirk Dusit Unterricht erhielt. Als ihr Vater Botschafter in Frankreich, später in Dänemark und schließlich in England wurde, setzte Sirikit ihre Ausbildung in diesen Ländern fort. Zum Schluss besuchte sie ein Internat in Genf.
In Paris begegnete Sirikit 1947 zum ersten Mal Bhumibol Adulyadej, dem späteren König Rama IX. Die beiden sind durch ihre gemeinsame Abstammung von König Chulalongkorn entfernt verwandt. Nach Bhumibols schwerem Autounfall im Oktober 1948 in der Nähe von Lausanne besuchte ihn Sirikit oft im Krankenhaus. Es entwickelte sich eine Beziehung, die im Juli 1949 zur Verlobung und zur Heirat am 28. April 1950 im Sra-Pathum-Palast in Bangkok führte. Aus der Ehe gingen vier Kinder hervor: Prinzessin Ubol Ratana (* 1951), der frühere Kronprinz und spätere König Maha Vajiralongkorn (* 1952), Prinzessin Maha Chakri Sirindhorn (* 1955) und Prinzessin Chulabhorn Walailak (* 1957).

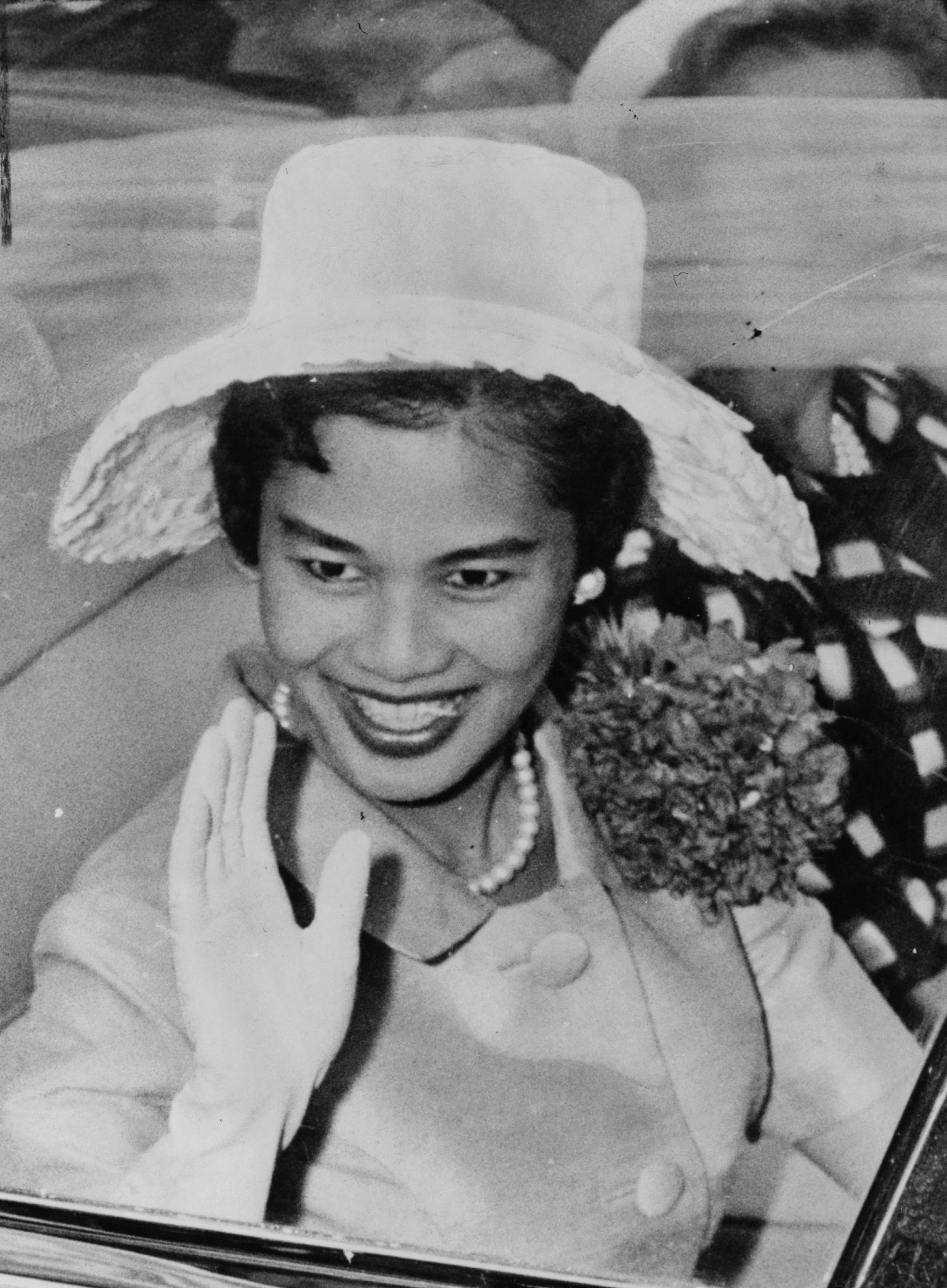
Sirikit in New York (1960)

Als Bhumibol Adulyadej 1956 für 15 Tage in ein buddhistisches Kloster ging, wie es für männliche Thailänder üblich ist, führte Königin Sirikit die Geschäfte des Königshauses. Seither trägt sie den Titel Phra Borommarachininat („Königin und Regentin“).
Seit dem 12. August 1956 ist die Königin Präsidentin des Roten Kreuzes in Thailand. In dieser Position sorgte sie für die Errichtung mehrerer Flüchtlingslager an der Grenze zu Kambodscha, als 1979 etwa 40.000 Khmer vor der Schreckensherrschaft von Pol Pot die Flucht nach Thailand ergriffen.
Während und nach der ausführlichen Reise des Königspaars durch Europa und Nordamerika im Jahr 1960 erntete Sirikit große öffentliche Aufmerksamkeit. Insbesondere die Unterhaltungspresse würdigte ihre Attraktivität und ihr Modebewusstsein. 1965 zeichnete das Magazin Vanity Fair sie als „bestangezogene Frau der Welt“ aus.

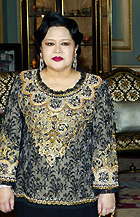
Königin Sirikit im Jahr 2003

Ihr Einsatz für Toleranz gegenüber der muslimischen Minderheit im Süden Thailands (Provinzen Pattani, Yala und Narathiwat) machte sie bei der dortigen Bevölkerung außerordentlich beliebt.
Während der politischen Krise 2008 bezog Sirikit Stellung für die Volksallianz für Demokratie („Gelbhemden“). Sie besuchte die Trauerfeier einer getöteten Aktivistin und spendete Geld für die Behandlung von Mitgliedern der Protestbewegung, die bei ihren Auseinandersetzungen mit Sicherheitskräften verletzt worden waren.
Nach der Königin sind zahlreiche Einrichtungen in Thailand benannt:
- das Königin-Sirikit-Kongresszentrum in Bangkok
- der Queen Sirikit Park in Bangkok
- der Sirikit-Staudamm im Norden des Landes
- der Queen Sirikit Botanic Garden in Chiang Mai
- der Queen Sirikit Arboretum Garden in Pathum Thani
- der Queen Sirikit Cup, ein jährlich ausgetragenes Golfereignis, an dem Teams aus dem asiatisch-pazifischen Raum teilnehmen
- die Königin-Sirikit-Krabbe (Thaiphusa sirikit)
- die Königin-Sirikit-Rose
- der Queen’s Cup, eine Fußballveranstaltung

## Familie

### Vorfahren
| Ahnentafel Sirikit | Ahnentafel Sirikit | Ahnentafel Sirikit | Ahnentafel Sirikit | Ahnentafel Sirikit | Ahnentafel Sirikit | Ahnentafel Sirikit | Ahnentafel Sirikit | Ahnentafel Sirikit |
| ------------------ | --- | --- | --- | --- | --- | --- | --- | --- |
| Urgroßeltern       | König Rama V. Chulalongkorn (1853–1910) ⚯ Chao Chom Manda Uam (1856–1891)                                                          | König Rama V. Chulalongkorn (1853–1910) ⚯ Chao Chom Manda Uam (1856–1891)                                                          | Prinz Devawongse Varopakar (1858–1923) ⚭ Mom Yai Devakula na Ayutthaya (1858–1936)                                                 | Prinz Devawongse Varopakar (1858–1923) ⚭ Mom Yai Devakula na Ayutthaya (1858–1936)                                                 | Prinz Sai Sanitwong (1845–1912) ⚭ Mom Khian Sanitwong na Ayutthaya                                                               | Prinz Sai Sanitwong (1845–1912) ⚭ Mom Khian Sanitwong na Ayutthaya                                                               | ? | ? |
| Großeltern         | Prinz Kitiyakara Voralaksana, Fürst von Chanthaburi (1874–1931) ⚭ 1895 Prinzessin Apsarasaman Kitiyakara geb. Devakula (1877–1939) | Prinz Kitiyakara Voralaksana, Fürst von Chanthaburi (1874–1931) ⚭ 1895 Prinzessin Apsarasaman Kitiyakara geb. Devakula (1877–1939) | Prinz Kitiyakara Voralaksana, Fürst von Chanthaburi (1874–1931) ⚭ 1895 Prinzessin Apsarasaman Kitiyakara geb. Devakula (1877–1939) | Prinz Kitiyakara Voralaksana, Fürst von Chanthaburi (1874–1931) ⚭ 1895 Prinzessin Apsarasaman Kitiyakara geb. Devakula (1877–1939) | Chao Phraya Wongsanupraphan (M.R. Sathan Sanitwong; 1866–1940) ⚭ Thao Wanida Phicharini (Bang Sanitwong na Ayutthaya; 1886–1970) | Chao Phraya Wongsanupraphan (M.R. Sathan Sanitwong; 1866–1940) ⚭ Thao Wanida Phicharini (Bang Sanitwong na Ayutthaya; 1886–1970) | Chao Phraya Wongsanupraphan (M.R. Sathan Sanitwong; 1866–1940) ⚭ Thao Wanida Phicharini (Bang Sanitwong na Ayutthaya; 1886–1970) | Chao Phraya Wongsanupraphan (M.R. Sathan Sanitwong; 1866–1940) ⚭ Thao Wanida Phicharini (Bang Sanitwong na Ayutthaya; 1886–1970) |
| Eltern             | Prinz Nakkhatra Mangala, Fürst von Chanthaburi (1897–1953) ⚭ 1928 M.L. Bua Kitiyakara geb. Sanitwong (1909–1999)                   | Prinz Nakkhatra Mangala, Fürst von Chanthaburi (1897–1953) ⚭ 1928 M.L. Bua Kitiyakara geb. Sanitwong (1909–1999)                   | Prinz Nakkhatra Mangala, Fürst von Chanthaburi (1897–1953) ⚭ 1928 M.L. Bua Kitiyakara geb. Sanitwong (1909–1999)                   | Prinz Nakkhatra Mangala, Fürst von Chanthaburi (1897–1953) ⚭ 1928 M.L. Bua Kitiyakara geb. Sanitwong (1909–1999)                   | Prinz Nakkhatra Mangala, Fürst von Chanthaburi (1897–1953) ⚭ 1928 M.L. Bua Kitiyakara geb. Sanitwong (1909–1999)                 | Prinz Nakkhatra Mangala, Fürst von Chanthaburi (1897–1953) ⚭ 1928 M.L. Bua Kitiyakara geb. Sanitwong (1909–1999)                 | Prinz Nakkhatra Mangala, Fürst von Chanthaburi (1897–1953) ⚭ 1928 M.L. Bua Kitiyakara geb. Sanitwong (1909–1999)                 | Prinz Nakkhatra Mangala, Fürst von Chanthaburi (1897–1953) ⚭ 1928 M.L. Bua Kitiyakara geb. Sanitwong (1909–1999)                 |

### Nachkommen
| Name                              | Geburtsdatum  | Heirat Datum \| Ehegatte | Heirat Datum \| Ehegatte                               | Enkel                                        | Urenkel              |
| --------------------------------- | ------------- | ------------------------ | ------------------------------------------------------ | -------------------------------------------- | -------------------- |
| Prinzessin Ubol Ratana            | 5. April 1951 | 1972 (geschieden 1998)   | Peter Ladd Jensen                                      | Khun Ploypailin Jensen (* 1981)              | Max Wheeler (* 2010) |
| Prinzessin Ubol Ratana            | 5. April 1951 | 1972 (geschieden 1998)   | Peter Ladd Jensen                                      | Khun Poom Jensen (1983–2004)                 |                      |
| Prinzessin Ubol Ratana            | 5. April 1951 | 1972 (geschieden 1998)   | Peter Ladd Jensen                                      | Khun Sirikitiya Jensen (* 1985)              |                      |
| König Maha Vajiralongkorn         | 28. Juli 1952 | 1977 (geschieden 1991)   | Prinzessin Soamsawali                                  | Prinzessin Bajrakitiyabha (* 1978)           |                      |
| König Maha Vajiralongkorn         | 28. Juli 1952 | 1994 (geschieden 1996)   | Sujarinee Vivacharawongse (geb. Yuvadhida Polpraserth) | Prinz Juthavachara Mahidol (* 1979)          |                      |
| König Maha Vajiralongkorn         | 28. Juli 1952 | 1994 (geschieden 1996)   | Sujarinee Vivacharawongse (geb. Yuvadhida Polpraserth) | Prinz Vacharaesorn Mahidol (* 1981)          |                      |
| König Maha Vajiralongkorn         | 28. Juli 1952 | 1994 (geschieden 1996)   | Sujarinee Vivacharawongse (geb. Yuvadhida Polpraserth) | Prinz Chakriwat Mahidol (* 1983)             |                      |
| König Maha Vajiralongkorn         | 28. Juli 1952 | 1994 (geschieden 1996)   | Sujarinee Vivacharawongse (geb. Yuvadhida Polpraserth) | Prinz Vatcharawee Mahidol (* 1985)           |                      |
| König Maha Vajiralongkorn         | 28. Juli 1952 | 1994 (geschieden 1996)   | Sujarinee Vivacharawongse (geb. Yuvadhida Polpraserth) | Prinzessin Sirivannavari Nariratana (* 1987) |                      |
| König Maha Vajiralongkorn         | 28. Juli 1952 | 2001 (geschieden 2014)   | Srirasmi Suwadee (ehem. Prinzessin Srirasm)            | Prinz Dipangkorn Rasmijoti (* 2005)          |                      |
| König Maha Vajiralongkorn         | 28. Juli 1952 | unbekannt                | Königin Suthida                                        |                                              |                      |
| Prinzessin Maha Chakri Sirindhorn | 2. April 1955 |                          |                                                        |                                              |                      |
| Prinzessin Chulabhorn             | 4. Juli 1957  | 1982 (geschieden 1996)   | Virayudh Tishyasarin                                   | Prinzessin Siribhachudabhorn (* 1982)        |                      |
| Prinzessin Chulabhorn             | 4. Juli 1957  | 1982 (geschieden 1996)   | Virayudh Tishyasarin                                   | Prinzessin Aditayadornkitikhun (* 1984)      |                      |